# انداکانا
انداکانا (به لاتین: Andakana) یک سکونتگاه مسکونی در ماداگاسکار است که در آتسیمو-آتسینانانا واقع شده‌است.

## خصوصیات
انداکانا ۶٬۰۰۰ نفر جمعیت دارد و ۱۱۱ متر بالاتر از سطح دریا واقع شده‌است.